# Jane Fellowes, Baronesa Fellowes
Cynthia Jane Fellowes, baronesa Fellowes (nascida em 11 de fevereiro de 1957) é uma aristocrata britânica. Ele é a a segunda filha de John Spencer, 8º Conde Spencer e de sua primeira esposa, Frances Shand Kydd (nascida Hon. Frances Burke Roche). É uma das irmãs maiores de Diana, Princesa de Gales. Ela usa o seu segundo nome Jane. Um de seus padrinhos foi o príncipe Eduardo, Duque de Kent.

## Família
Jane nasceu na aristocrata Família Spencer, sendo a segunda filha no geral de John Spencer, 8.º Conde Spencer e de sua primeira esposa, a nobre Frances Shand Kydd. Através da sua mãe, é neta de Edmund Burke-Roche, 4.º Barão Fermoy e sua esposa, a Ruth Burke Roche, Baronesa Fermoy, amiga próxima da rainha consorte e depois rainha-mãe Isabel Bowes-Lyon.
Tem uma irmã maior, Lady Sarah McCorquodale. Depois disso, Jane tem três irmãos menores: John Spencer; Diana Frances Spencer e Charles Spencer, 9.º Conde Spencer.

## Educação
Como suas irmãs, Jane foi educada em West Heath, uma escola particular, localizada em Sevenoaks no Kent. Fontes  dizem que ela era um excelente estudante, adquirindo a posição de monitora e passando em um bom número exames de Advanced Level. Aparentemente, era a mais talentosa academicamente das três irmãs.

## Casamento e maternidade
Jane é casada com Robert Fellowes, Barão Fellowes (nascido em 1941). Seu marido anteriormente era Robert Fellowes, secretário particular da rainha Isabel II do Reino Unido. 
Robert Fellowes e a Lady Jane Spencer se casaram em março de 1978 na Abadia de Westminster, quando Robert era assistente particular da rainha. A irmã caçula da noiva, a então Lady Diana Spencer foi uma das damas-de-honra do casamento. Eles têm três filhos:
- Laura Jane Fellowes (nascida em 19 de julho de 1980) casou com Nick Pettman em 30 de maio de 2009. O casal tem dois filhos.
- Alexander Robert Fellowes (nascido em 23 março de 1983) casou com Alexandra Finlay em 20 de Setembro de 2013.
  - Robert George Fellowes (nascido em 10 de maio de 2015)
- Eleanor Ruth Fellowes (nascida em 20 de agosto de 1985)

O seu marido Robert já havia recebido da rainha o título de "Sir". Contudo, em junho de 1999, o seu marido recebeu da rainha o título de nobreza vitalício de "Barão Fellowes", passando a ser conhecido Robert Fellowes, Barão Fellowes, e Jane se tornou oficialmente uma Baronesa do Reino Unido, assim como sua avó materna Ruth Burke Roche, Baronesa Fermoy.
Lorde e Lady Fellowes são primos distantes.
Assim sendo os três filhos do casal possuem o prefixo "O Honorável" desde junho de 1999. Os seus filhos são primos em primeiro grau dos príncipes William e Henry de Gales, eles são amigos próximos de seus primos membros da Casa de Windsor. A Lady Diana Spencer foi para a Escócia no verão de 1980 para ajudar a sua irmã como o primeiro bebê (a Laura Fellowes) e, durante este tempo, foi cortejada pelo príncipe Carlos, Príncipe de Gales.

## Relação entre Lady Fellowes e Diana
De acordo com o ex-mordomo da princesa, Paul Burrell, o emprego do marido de Jane, como secretário particular da rainha Isabel II do Reino Unido, causou uma tremenda tensão na relação das irmãs. Burrell insiste que Diana já não falava mais com sua irmã Jane havia muitos anos. Outro fator que provavelmente teria prejudicado o relacionamento foi a separação do príncipe e da princesa de Gales em 1992. 
Em contrapartida, a ex-babá de Diana, Mary Clarke, autora de um livro que conta a sua experiência ao cuidar de Diana e de seus irmãos, disse que o relacionamento da baronesa com Diana não era como Paul Burrell e os outros descreveram. Não se sabe ao certo quando a relação deteriorou-se ou se ela realmente se deteriorou. As duas irmãs eram vizinhas no Palácio de Kensington. Diana morava nos apartamentos 8 e 9 do palácio e a Lady Jane vivia com a sua família em uma casa chamada Old Barracks. Segundo muitos empregados do hospital na cidade de Paris na França, lady Fellowes precisou sentar-se numa cadeira e ser assistida depois de ver o corpo da princesa. Alguns disseram que ela se culpava pelo fracasso do relacionamento. 

## Títulos e estilos
- 11 de fevereiro de 1957 - 1975: A honorável Cynthia Jane Spencer (estilo ganho por ter nascido filha de um visconde britânico)
- 1975 - 1978: Lady Cynthia Jane Spencer (estilo recebido após o seu pai ter virado conde britânico)
- Março 1978 - junho de 1999: Lady Cynthia Jane Fellowes (estilo usando o sobrenome do marido ganho pelo casamento)
- Junho 1999 - presente: A Muito Honorável Baronesa Fellowes (título ganho após seu marido virar um barão britânico)